# نوند

مدار آشکارساز متعامد اصلی FM با استفاده از یک نونُد

یک نونُد (به انگلیسی: nonode) نوعی لامپ خلأ ترمویونیک است که ۹ الکترود فعال دارد. این اصطلاح معمولاً برای لامپ خلاء هفت‌شبکه‌ای (هفت‌گِرید) به کار می‌رود که گاهی اِینیُد (به انگلیسی: enneode) نیز نامیده می‌شود. یک نمونه EQ80/UQ80 بود که به عنوان آشکارساز متعامد FM مورد استفاده قرار گرفت. این قطعه در زمان معرفی تلویزیون و رادیو FM توسعه داده شد و ولتاژ خروجی به اندازه کافی بزرگی را ارائه می‌داد تا مستقیماً یک پنتود انتهایی را راه‌اندازی کند و در عین حال مقداری بازخورد منفی را نیز امکان‌پذیر سازد. از آنجایی که بیشتر شبکه‌ها (grids) به هم متصل بودند، حتی یک پایه ریملاک (Rimlock) ۸-پین هم در مورد EQ40 کافی بود.

## جستارهای وابسته

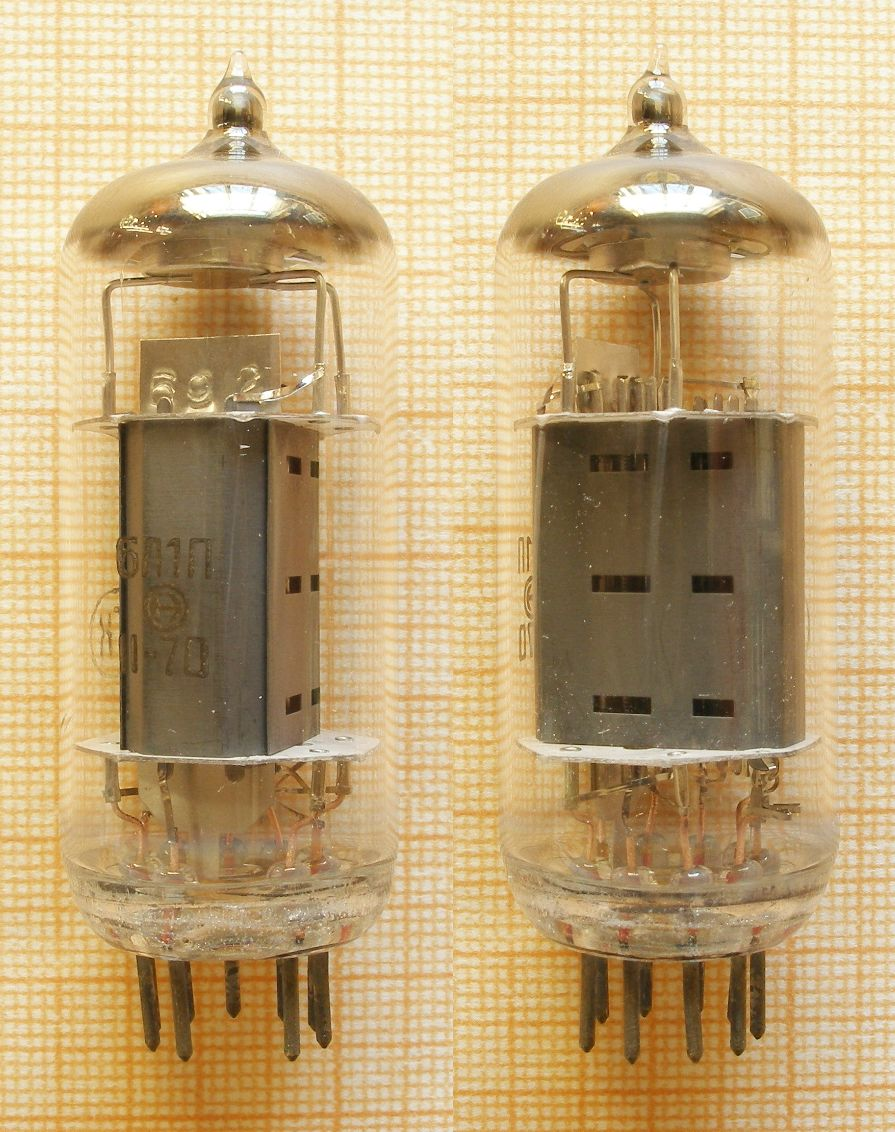
نونُد ۶Л۱П (6L1P)، تولید شده در نووسیبیرسک، ۱۹۷۰